# Tullos Hill
Tullos Hill ist ein Hügel in der schottischen Stadt Aberdeen. Er liegt in den südlichen Ausläufern der Stadt am rechten Ufer des Dee. Der 83 Meter hohe Hügel läuft in dem Kap Greg Ness aus, welches die Nigg Bay im Süden begrenzt.

## Geschichte

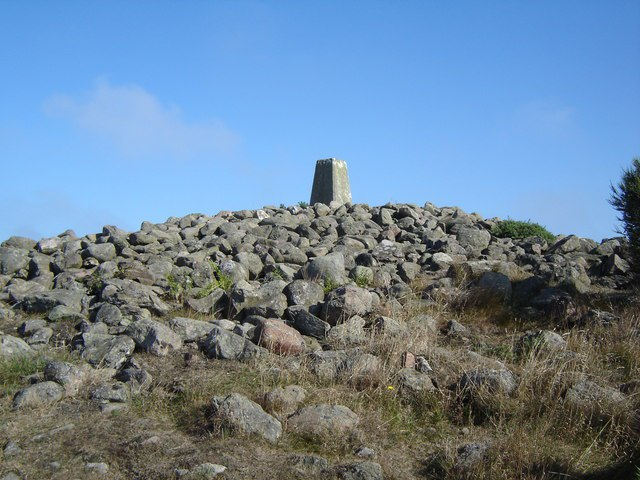
Baron’s Cairn auf dem Tullos Hill

Auf Tullos Hill befindet sich ein Gräberfeld aus fünf bronzezeitlichen Steinhügeln. Sie sind einzeln als Scheduled Monuments geschützt.
Nahe der Hügelkuppe befindet sich der Baron’s Cairn (57° 7′ 27,2″ N, 2° 4′ 18,2″ W). Die vier weiteren Cairns sind an den Hängen angelegt, mit dem Crab’s Cairn im Osten (57° 7′ 10,4″ N, 2° 4′ 52,2″ W), dem Tullos Cairn im Norden (57° 7′ 40″ N, 2° 4′ 9,9″ W) sowie dem Cat Cairn (57° 7′ 28,4″ N, 2° 3′ 44,3″ W) und dem Loirston Country Park Cairn (57° 7′ 14,9″ N, 2° 4′ 42,3″ W) im Südwesten. Der Crab’s Cairn befindet sich bereits an den Hängen des deutlich flacheren, nebenliegenden Doonies Hill.
Die Cairns weisen Durchmesser von bis zu 20 m auf und sind bis zu 2,5 m hoch. Sie vertreten eine wichtige Grabgattung, die zu Anfang des 2. Jahrtausends v. Chr. vom Meer her eindrucksvoll sichtbar gewesen sein muss. Über die Begräbnisse, die die Cairns bedeckten, ist nichts bekannt.
Auf dem Tullos Hill finden sich die Überreste eines Kriegsgefangenenlagers aus dem Zweiten Weltkrieg.